# Škoda Kushaq
Škoda Kushaq (укр. Шкода Кушак) — субкомпактний SUV чеського автовиробника Škoda Auto.

## Опис
Автомобіль був представлений як концепт Vision IN у лютому 2020 року.
Серійна модель дебютувала 18 березня 2021 року як перший продукт у рамках проєкту Škoda Auto Volkswagen India «India 2.0».
У основу Kushaq лягла масштабована архітектура MQB-A0-IN моделей концерну Volkswagen AG.
Попри те, що модель позиціонується як бюджетна, за доплату кросовер можна оснастити світлодіодною оптикою, шкіряними передніми сидіннями, що вентилюються, збільшеним до 10 дюймів дисплеєм та навіть сабвуфером під підлогою багажника.
У травні 2022 року Škoda випустила версію Monte Carlo для Kushaq.
Kushaq містить 95 % індійських запчастин.
На індійському ринку паркетник складає конкуренцію Hyundai Creta та Kia Seltos.

## Двигуни
- 1.0 л TSI 115 I3
- 1.5 л TSI 150 I4